# Biltåg

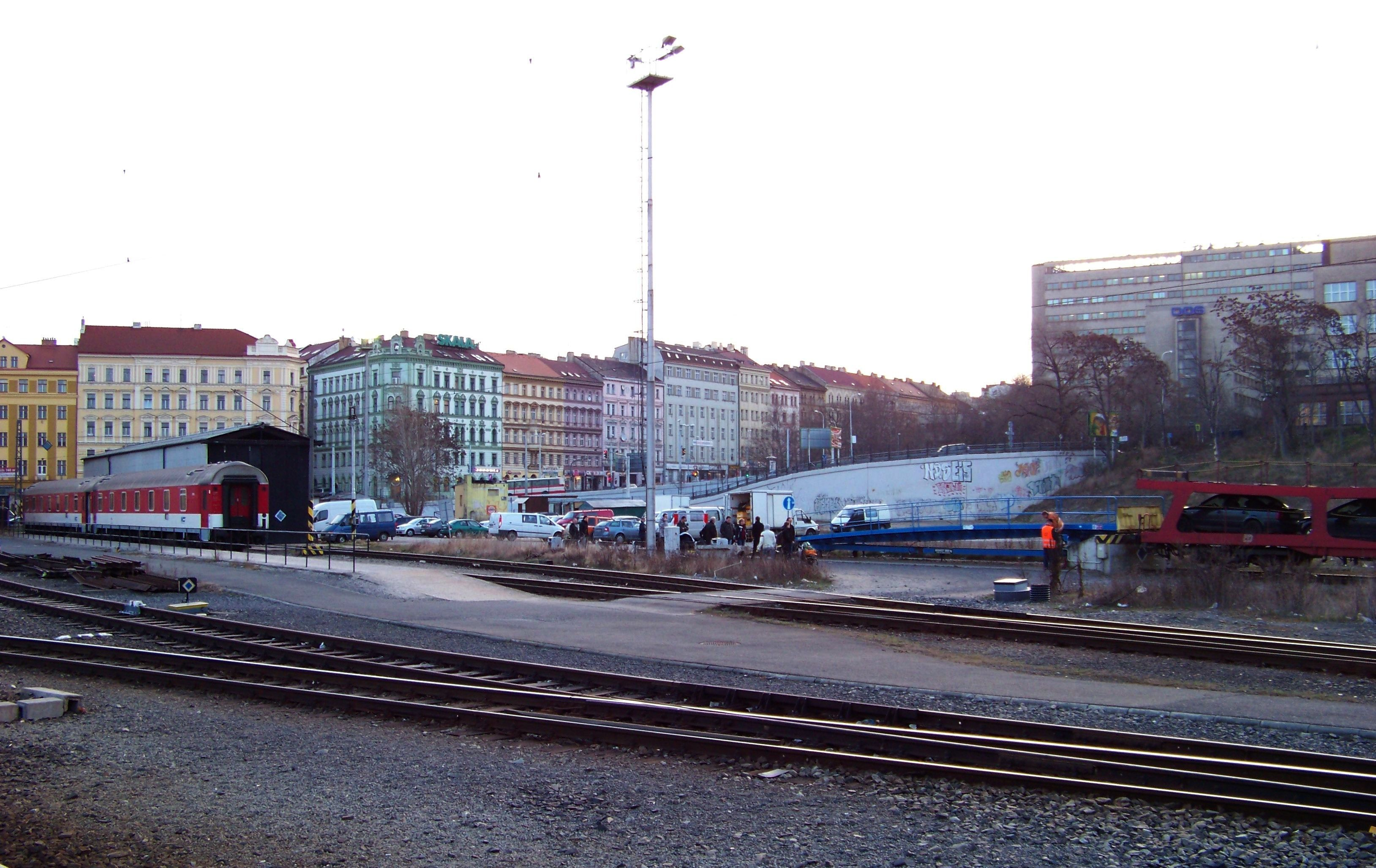
Biltåg vid Prags centralstation. Till vänster ses passagerarvagnarna, till höger lastas biltransportvagnarna. Före avresan kopplas vagnarna ihop.

Ett biltåg är ett persontåg som förutom personvagnarna också har vagnar som transporterar bilar.
En vanlig typ är tåg bestående av personvagnar och biltransportvagnar, där bilföraren lämnar bilen i en biltransportvagn innan tågets avfärd, och passagerarna själva åker i en personvagn, ofta av typen sovvagn, för att kunna utnyttja restiden som mat- och sovtid. Förutom biltransportvagnar kan detta tåg medföra sittvagn, liggvagn, sovvagn och restaurangvagn. Tåget kan också medföra personvagnar upplåtna för resenärer som inte medför bil. I centrala Europa existerar även lastbilståg, främst i Tyskland. Dessa tåg används bland annat för att undvika trafik i känsliga områden.
Det finns även biltåg där förare och passagerare sitter kvar i sina fordon under resan. Detta görs på kortare turer, exempelvis genom tunnlar och bergspass i Schweiz. Det förekommer också på järnvägen över Hindenburgdamm till den nordtyska ön Sylt, där biltågen utgår från Niebüll i Schleswig-Holstein. Samma sak är det i Eurotunneln under Engelska kanalen.

## Fördelar
Det finns olika anledningar att använda sig av biltåg:
- På sträckor där landsväg saknas eller är undermålig
- För att undvika långa körsträckor men ändå kunna använda sin egen bil vid resmålet
- Miljöskäl (spara energi och minska utsläppen längs motorvägarna)
- Arbetstidsskäl (att undvika långa arbetstider för yrkeschaufförer)
- Avlasta vägarna[1]

## Centraleuropa

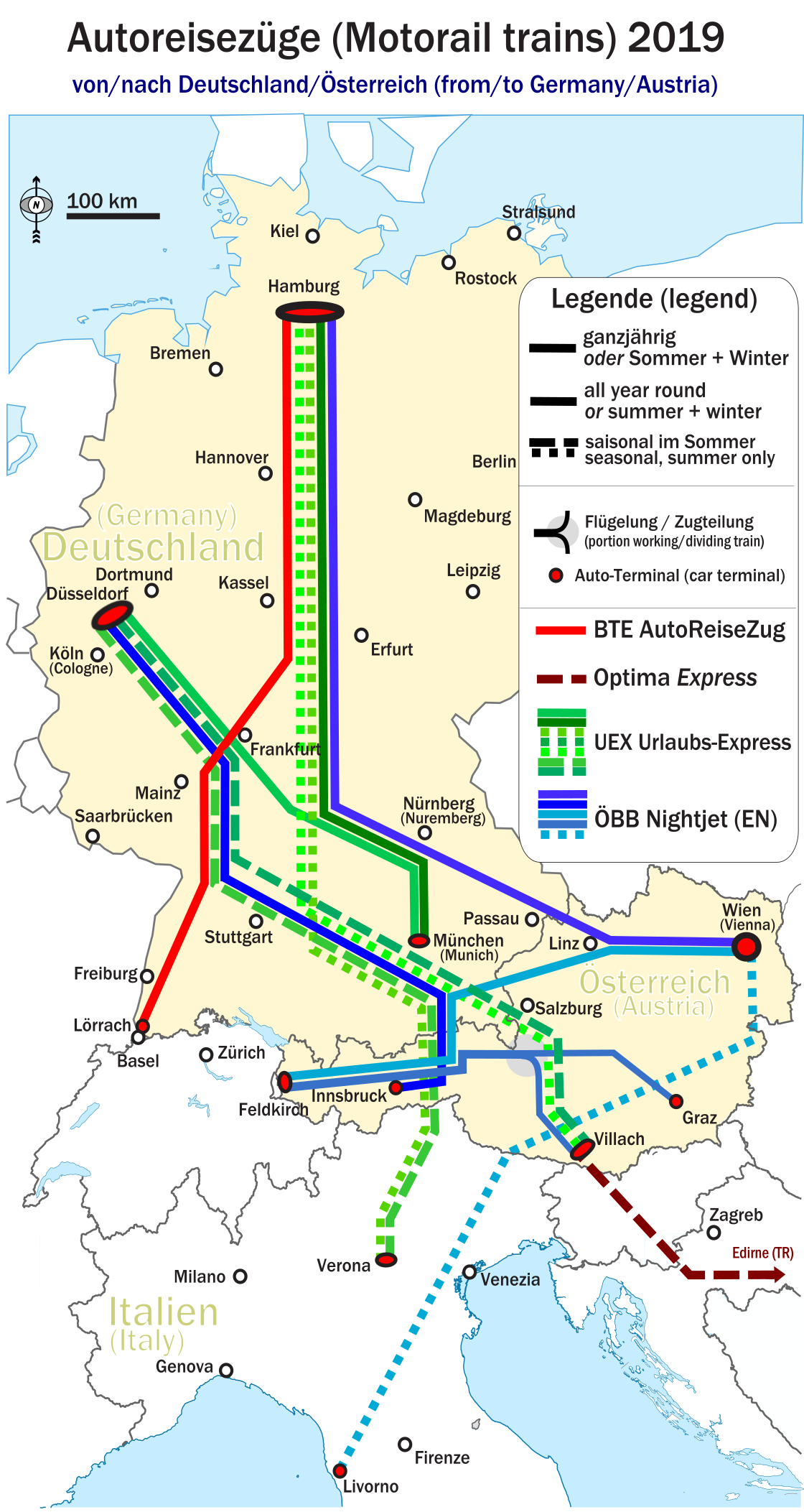
Biltåg i Tyskland och Österrike

I Centraleuropa körs biltåg i stor omfattning. Tyskland är Europas största biltågsland, och man har en lång tradition av Autoreisezug som det heter på tyska. Världens första biltåg rullade 1929 mellan Hamburg och Lörrach nära Basel vid den tysk-schweizisk-franska gränsen.
I Tyskland bedrevs trafiken fram till slutet av oktober 2016 av Deutsche Bahn, för att därefter övertas av privata aktörer.
Biltåg körs till flera EU-länder, framförallt till Frankrike, Österrike och Italien. Problem med spårvidder och olika nationella bestämmelser gör att biltåg inte körs till länder som står utanför den europeiska unionen. Spaniens avvikande spårvidd betyder att man måste köra av i Narbonne nära den fransk-spanska gränsen och sedan ta biltåget från den spanska sidan. Att köra tåget över en gräns betyder ofta, trots att det inte längre är passkontroller, tidsödande stopp eftersom man enligt nationella bestämmelser i till exempel Frankrike och Österrike måste byta lokförare vid gränsen.[källa behövs]

## Finland
Nattåg med bilvagnar går från Helsingfors, Åbo och Tammerfors till Uleåborg, Rovaniemi, Kemijärvi och Kolari i norra Finland. Dessutom körs det lastbilståg mellan Helsingfors/Tammerfors och Uleåborg.

## Sverige
I Sverige körs för närvarande ingen biltågstrafik. Tidigare har bland annat följande trafik förekommit:
- Kiruna-Narvik innan vägförbindelsen (idag Europaväg 10) mellan städerna färdigställdes
- Södra Sverige (Malmö, Göteborg, Stockholm) till Luleå (Umeå?) åren 1984-1993 (datum osäkert). Trafiken upphörde på grund av olönsamhet. Tågen utnyttjades mer norrut än söderut, bilförarna fick inte själva köra in bilarna i tåget utan järnvägspersonal måste göra det vilket fördyrar transporten, transportvagnarna kunde bara användas under svensk semestertid eftersom de behövdes i ordinarie godstrafik.
- Strömstad-Trelleborg för lastbilar, försökstrafik under 1996. Upphörde på grund av lågt utnyttjande, omkring 10 procent av kapaciteten

### Fotnoter
1. ↑  Filip Fridolfsson, Tore Nilsson (18 januari 1980). ”om införande av biltåg”. Sveriges riksdag. http://www.riksdagen.se/sv/dokument-lagar/dokument/motion/om-inforande-av-biltag_G302532. Läst 4 oktober 2018.
2. ↑  ”Biltåg återuppstår”. Klassiker. 17 januari 2017. http://www.klassiker.nu/reportage/biltag-ateruppstar. Läst 4 oktober 2018.